# دوبروسواویتسه (استان اوپوله)
دوبروسواویتسه (به لهستانی: Dobrosławice) یک منطقهٔ مسکونی در لهستان است که در گمینا پاوووویچکی واقع شده‌است. دوبروسواویتسه ۲۰۰ نفر جمعیت دارد.